# Franklin County (Pensylvánie)
Franklin County je okres ve státě Pensylvánie v USA. Správním městem okresu je město Chambersburg.
Okres byl vytvořen 9. září 1784 z části okresu Cumberland County a byl pojmenován po politikovi Benjaminovi Franklinovi.

## Sídla

### Boroughs
- Chambersburg
- Greencastle
- Mercersburg
- Mont Alto
- Orrstown
- Shippensburg
- Waynesboro

### Townships

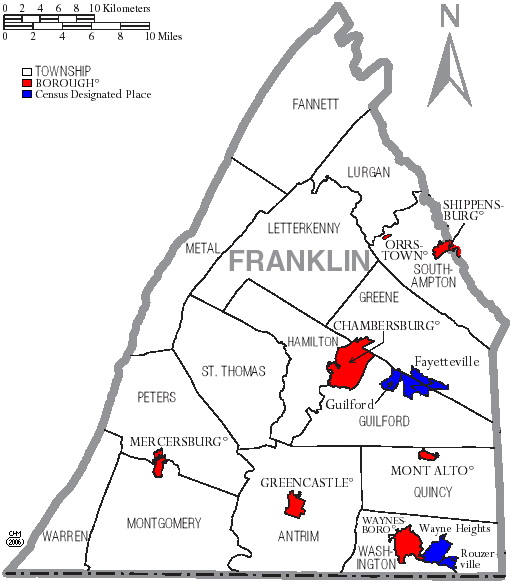
Sídla v okrese

- Antrim Township
- Fannett Township
- Greene Township
- Guilford Township
- Hamilton Township
- Letterkenny Township
- Lurgan Township
- Metal Township
- Montgomery Township
- Peters Township
- Quincy Township
- Southampton Township
- St. Thomas Township
- Warren Township
- Washington Township

### Census-designated places
- Blue Ridge Summit
- Fayetteville
- Fort Loudon
- Guilford
- Marion
- Pen Mar
- Rouzerville
- Scotland
- State Line
- Wayne Heights

## Sousední okresy
| Růžice kompasu | Huntingdon County | Juniata County                | Perry County, Cumberland County | Růžice kompasu |
| Růžice kompasu | Fulton County     | Sever                         | Adams County                    | Růžice kompasu |
| Růžice kompasu | Fulton County     | Franklin County (Pensylvánie) | Adams County                    | Růžice kompasu |
| Růžice kompasu | Fulton County     | Jih                           | Adams County                    | Růžice kompasu |
| Růžice kompasu |                   | Washington County             | Frederick County                | Růžice kompasu |